# サイモン・ミドルトン
サイモン・ミドルトン（Simon Middleton、1966年2月2日 - ）は、イングランドの女子ラグビーユニオン指導者。2017年から2023年4月まで女子イングランド代表のヘッドコーチを務めた。2023年6月からはラグビー女子日本代表の技術コンサルタント「ハイパフォーマンスアドバイザー」を務めている。

## プロフィール
- イングランド・ノッティングリー出身[2]。
- 現役時代のポジションはウィング(WTB)など。

## 略歴
1992年から1998年まで、ラグビーリーグのカッスルフォード・タイガーズに所属。ポジションはウィング、フルバック。
1998年から2000年まで、ラグビーユニオンのリーズ・タイクスに所属。ポジションはセンター、ウィング。
現役引退後、2000年から2012年までリーズ・タイクスでコーチ職を務める。
2014年から7人制女子イングランド代表のコーチを経て、2015年に7人制女子イギリス代表のヘッドコーチに就任し、2016年リオデジャネイロオリンピックに参加した。
2017年から2023年4月まで、女子イングランド代表のヘッドコーチに就任。2021年に、女子チームの指導者として初めてワールドラグビー年間最優秀コーチ賞を受賞した。
2023年6月、ワールドラグビーが世界各国のラグビー協会の需要に応じて技術的支援を行う「テクニカルサポートプログラム」の一環で、15人制女子日本代表の「ハイパフォーマンスアドバイザー」に就任。

## 受賞歴
- ワールドラグビー年間最優秀コーチ賞:2021年[6]